# Cephalozia montana
Cephalozia montana là một loài rêu trong họ Cephaloziaceae. Loài này được Horik. mô tả khoa học đầu tiên năm 1934.